# Wijken en buurten in Grave
De Nederlandse gemeente Grave is voor statistische doeleinden onderverdeeld in wijken en buurten. De gemeente is verdeeld in de volgende statistische wijken:
- Wijk 00 Grave (CBS-wijkcode:078600)
- Wijk 01 Escharen (CBS-wijkcode:078601)
- Wijk 02 Velp (CBS-wijkcode:078602)
- Wijk 03 Gassel (CBS-wijkcode:078603)

Een statistische wijk kan bestaan uit meerdere buurten. Onderstaande tabel geeft de buurtindeling met kentallen volgens het Centraal Bureau voor de Statistiek (2008):
| CBS-buurtcode | Buurtnaam                             | Inwonertal | Opp. totaal (ha) | Opp. land (ha) | Ligging                |
| ------------- | ------------------------------------- | ---------- | ---------------- | -------------- | ---------------------- |
| BU07860000    | Binnenstad-Grave                      | 1410       | 54               | 47             | Locatie in de gemeente |
| BU07860001    | Mars                                  | 800        | 20               | 19             | Locatie in de gemeente |
| BU07860002    | Bikkelkamp                            | 990        | 37               | 36             | Locatie in de gemeente |
| BU07860003    | Esterveld                             | 3200       | 94               | 84             | Locatie in de gemeente |
| BU07860004    | Zittert                               | 1470       | 28               | 28             | Locatie in de gemeente |
| BU07860005    | De Stoof                              | 990        | 42               | 40             | Locatie in de gemeente |
| BU07860006    | Industrieterrein Wisseveld            | 0          | 49               | 38             | Locatie in de gemeente |
| BU07860100    | Escharen kom                          | 770        | 26               | 26             | Locatie in de gemeente |
| BU07860101    | Buitengebied West inclusief Raam      | 160        | 395              | 380            | Locatie in de gemeente |
| BU07860102    | Buitengebied-Oost                     | 190        | 444              | 438            | Locatie in de gemeente |
| BU07860200    | Oud Velp                              | 250        | 16               | 16             | Locatie in de gemeente |
| BU07860201    | Nieuw Velp                            | 460        | 27               | 27             | Locatie in de gemeente |
| BU07860202    | Buitengebied-Noord inclusief rijksweg | 190        | 587              | 570            | Locatie in de gemeente |
| BU07860203    | Buitengebied Zuid                     | 650        | 313              | 313            | Locatie in de gemeente |
| BU07860204    | Industrieterrein De Eek               | 10         | 3                | 3              | Locatie in de gemeente |
| BU07860300    | Gassel kom                            | 810        | 34               | 34             | Locatie in de gemeente |
| BU07860301    | Buitengebied Gassel                   | 360        | 634              | 622            | Locatie in de gemeente |